# Stanisław Tazbir
Stanisław Tazbir (ur. 2 maja 1892 w Wysokiem Litewskiem, zm. 12 lipca 1978 w Warszawie) – polski wydawca, literat, prawnik, pedagog, Sprawiedliwy wśród Narodów Świata.

## Życiorys
W 1906 wyjechał do Warszawy. Tam w latach 1907−1911 uczęszczał do szkoły handlowej. Studiował medycynę w Moskwie i w Rostowie. 
Podczas I wojny światowej służył jako sanitariusz. W 1918 znalazł się na Lubelszczyźnie, gdzie działał jako instruktor Towarzystwa Straży Kresowej. Od 1919 był członkiem Wydziału Powiatowego we Włodawie. Zajmował się ponadto oświatą dorosłych. W 1929 ukończył studia prawnicze na Uniwersytecie Warszawskim. Od 1929 był radcą prawnym w Ministerstwie Oświaty. 
W czasie okupacji niemieckiej, jako członek departamentu oświatowego Delegatury Rządu na Kraj, zajmował się tajnym nauczaniem. Kierował Sekcją Opieki nad Dziećmi i Młodzieżą RGO. Za pomoc Żydom w czasie okupacji wraz z córką Wandą otrzymał Medal Sprawiedliwego Wśród narodów Świata . 
W 1945 podjął pracę w Spółdzielni Wydawniczej „Czytelnik”. Pełnił role eksperckie w centralnych i ministerialnych komisjach ds. oświaty i kultury. Był inicjatorem powstania wydawnictwa „Wiedza Powszechna”. Od 1956 do emerytury w 1964 był wicedyrektorem Biblioteki Publicznej m.st. Warszawy. 

## Odznaczenia
- Krzyż Oficerski Orderu Odrodzenia Polski[4]
- Złota odznaka „Za zasługi dla Warszawy”[4]

- Medal „Sprawiedliwy wśród Narodów Świata”[4][3]